# Contea di Xinghe
La contea di Xinghe (兴和县S, Xīnghé XiànP) è una contea della Cina, situata nella regione autonoma della Mongolia Interna e amministrata dalla prefettura di Ulaan Chab.